# Communauté rurale d'Oulampane
La communauté rurale d'Oulampane est une communauté rurale du Sénégal située en Basse-Casamance, à proximité de la frontière avec la Gambie. Elle fait partie de l'arrondissement de Sindian, du département de Bignona et de la région de Ziguinchor.

## Géographie
Les 48 villages de la Communauté rurale sont :
- Alacounda
- Balankine Nord
- Bambatouma
- Bassène Kansana
- Bassène Mandouard
- Boundiangatte
- Bougoutoub Bani
- Bougoutoub Djinoubor
- Boukenoune
- Bouto
- Diabir
- Diagoper
- Dialankine
- Diamaye Inor
- Diamaye Kansirani
- Diango
- Dioundane Kaliore
- Dioundane Kantanpor
- Djiguirone
- Djilonguia
- Djipakoum
- Djiro
- Faregnab
- Grand Coulaye
- Goungouloung
- Kailong
- Kaloubaloub
- Kandiadiou
- Kandialong
- Kanfounda
- Kankandy
- Kantimba
- Kindiong
- Koulican
- Koundioughor
- Mambigne Katampor
- Mampalago
- Mararan
- Margoune
- Nialokane
- Ouel Kalir
- Ouel Moundaye
- Oulampane
- Silinkine
- Sinko
- Tampindo
- Tandouboune
- Yabocounda